# Nova Ramada
Nova Ramada est une municipalité brésilienne située dans l'État du Rio Grande do Sul.